# Мария де ла Пас Испанская
Инфанта Мария де ла Пас Испанская (исп. María de la Paz Juana Amelia Adalberta Francisca de Paula Bautista Isabel Francisca de Asís, 23 июня 1862[…], Мадрид — 4 декабря 1946, Мюнхен, Американская зона оккупации Германии) — испанская инфанта, дочь королевы Изабеллы II и её супруга Франсиско де Асиса де Бурбона, в браке принцесса Баварская. Прожила большую часть жизни в Германии вместе с мужем, занималась благотворительностью.

## Биография

### Детство
Родилась в Королевском дворце в Мадриде 23 июня 1862 года. Мария стала третьей выжившей дочерью королевы Испании Изабеллы II и её супруга Франсиско де Асиса де Бурбона, короля-консорта Испании, герцога Кадисского. По свидетельствам современников, Избелла предпочла бы видеть своим мужем младшего брата своего жениха, принца Энрике, герцога Севильского, но по настоянию родителей вышла замуж за Франсиско де Асиса. После первой брачной ночи королева жаловалась на несостоятельность мужа и его женственное поведение. Тем не менее, в браке родились двенадцать детей, пятеро из которых дожили до взрослого возраста, включая и Марию де ла Пас.
По мнению некоторых историков и биографов, биологическим отцом инфанты является дипломат и политик Мигель Тенорио де Кастилья, бывший секретарём королевы на протяжении нескольких лет. Ещё одним фактом, указывающим на отцовство Мигеля, было то, что всё своё имущество он завещал именно Марии де ла Пас, сделав её единственной наследницей после его смерти в 1916 году.
Мария была крещена архиепископом Толедо под именем Мария де ла Пас Хуана Амелия Адальберта Франсиска де Паула Баутиста Изабелла Франсиска де Асис Крёстной новорожденной принцессы стала её тётка со стороны матери Амелия Филиппина де Бурбон, за сына которой Мария позже выйдет замуж. В первые годы инфанта проживала вместе с сестрами Эулалией и Пилар в Королевском дворце, мало видясь с родителями.

### Ранняя жизнь

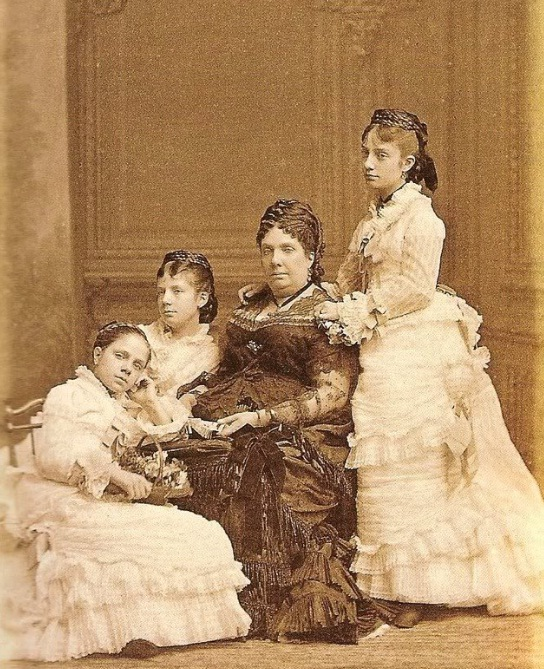
Королева изабелла II вместе с дочерьми.

В 1868 году, когда Марии исполнилось всего шесть, она и её семья вынуждены были покинуть страну из-за революции, которая свергла её мать с престола. В то время королевская семья была в Сан-Себастьяне и 30 сентября 1868 года они пересекли границу и отправились жить в изгнание во Францию. Бывшая королева поселилась вместе с детьми в Париже, в то время как Франсиско стал жить в Эпине. Мария вместе с сёстрами получала образование, посещая католическую школу. Её первое причастие было совершено в Риме папой Пием IX.
В 1874 году королём Испании стал Альфонсо XII — брат Марии. Три года спустя королевская семья полностью вернулась в Испанию. Мария и её сёстры сначала стали проживать в Эль-Эскориале, но потом переехали в Алькасар в Севилье. Когда Изабелла II вновь уехала из Испании в Париж, Мария вместе с сёстрами переехала в Королевский дворец в Мадриде. Она была особенно близка со своей сестрой Пилар, которая была всего на год её старше. В 1879 году Пилар скончалась после продолжительной болезни. Это стало сильным ударом для Марии.
В детстве и юности Мария была описана как девушка с простым и дружественным характером, она была романтической натуры человек, любила писать стихи, а также хорошо рисовала, интересовалась историей Испании. В последующие годы она писала статьи, которые публиковали в испанских газетах. Инфанта любила музыку, сама хорошо играла на арфе, любила ходить в оперу. Среди её любимых авторов были Верди и Шарль Гуно.

## Брак

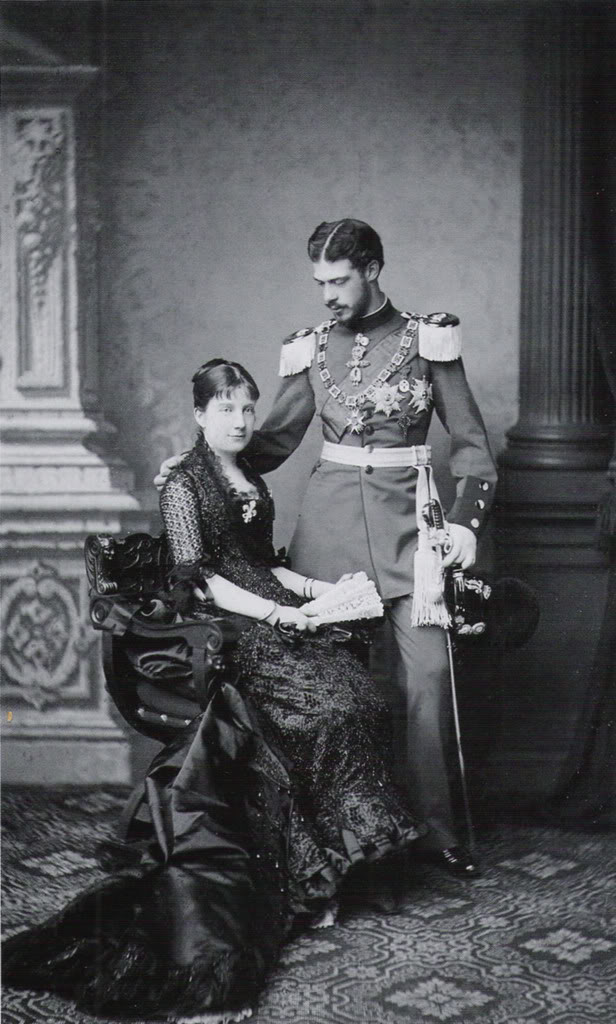
Мария де ла Пас вместе с будущим супругом принцем Людвигом Фердинандом Баварским.

Весной 1880 года начали ходить слухи о возможном браке инфанты Марии де ла Пас и принца Людвига Фердинанда Баварского. Молодые люди приходились друг другу двоюродными братом и сестрой, так как их матери были родными сёстрами.
Король Альфонсо XII, который учился вместе с Людвигом Фердинандом, пригласил его в Мадрид для встречи с Марией. 5 июля 1880 года Мария записала в своём дневнике:
Тётя Амелия в Париже вместе со своими сыновьями Людвигом, Альфонсо и дочерью Изабеллой. Людвиг хочет встретиться со мной, потому что ему понравился мой портрет. Мой брат пригласил их в Мадрид погостить, братья приедут осенью. Я много слышала о Людвиге, говорят, что он вежливый и серьёзный.  Он, наверное, думает, что я также хороша в жизни как и на портрете. Я оставляю всё в руках Бога...
Когда осенью они наконец встретились, инфанта наотрез отказалась выходить за него замуж, говоря о его непривлекательности. Она отвергла его предложение, но он стал настаивать. После двух лет, не имея других вариантов замужества, Мария наконец согласилась выйти замуж. В январе 1883 года Людвиг вторично приехал в Мадрид просить руки инфанты. Свадьба состоялась в часовне Королевского дворца в Мадриде 2 апреля 1883 года. Мария сохранила своё титул испанской инфанты с правом наследования короны, а также получила 150 000 песет. На момент свадьбы ей было 20 лет.

### Принцесса Баварская
На пути в Мюнхен инфанта с мужем посетили отца Марии в Париже. В Баварии молодые поселились во дворце Нимфенбург, находящемся за пределами Мюнхена. Её муж был хорошим другом и двоюродным братом короля Людвига II. При его дворе он отвечал за финансовые дела королевства. Но их дружба была недолгой. Король Людвиг умер при загадочных обстоятельствах в 1886 году. Его тело было найдено в Штарнбергском озере. Обстоятельства смерти до сих пор остаются неясными. После его смерти королём стал единственный брат Людвига, король Отто, который был признан невменяемым. Дядя Отто, принц Луитпольд Баварский стал принц-регентом при своём племяннике вплоть до собственной смерти в 1912 году. Женой сына Луитпольда принца Леопольда была австрийская эрцгерцогиня Гизела, дочь императора Франца Иосифа I. Мария стала близкой подругой Гизелы. Среди других членов семьи Мария дружила с Людвигом, будущим королём Баварии под именем Людвига III и Марией Кристиной Австрийской, женой её брата Альфонсо и королевой Испании.
Муж Марии был большим любителем музыки и сам играл на скрипке в Мюнхенском королевском оркестре. Кроме того, он сделал хорошую военную карьеру, увлекался медициной, изучая её в университете в Мюнхене. Пара избегала придворной жизни и жила уединённо вместе с тремя детьми в замке Нимфенбург.

### Дети
В браке родилось трое детей:
- Фердинанд Баварский, инфант испанский (1884—1958) женат на Марии Терезе Испанской, дочери Альфонсо XII, четверо детей;
- Адальберт Баварский, инфант испанский (1886—1970) женат на графине Августе Сефрид, дипломат и историк, двое детей;
- Пилар Баварская, инфанта испанская (1891—1987), замужем не была, детей не имела.

Все они унаследовали любовь родителей к музыке и изобразительному искусству. Старший сын Фердинанд женился на дочери короля Альфонсо XII Марии Терезе и прожил всю жизнь в Испании. Принц Адальберт был писателем и историком, принцесса Пилар стала художницей и написала книгу о правлении короля Альфонсо XIII. После того, как старший сын поселился в Испании, Мария часто навещала его и свою родню.

## Жизнь в Баварии

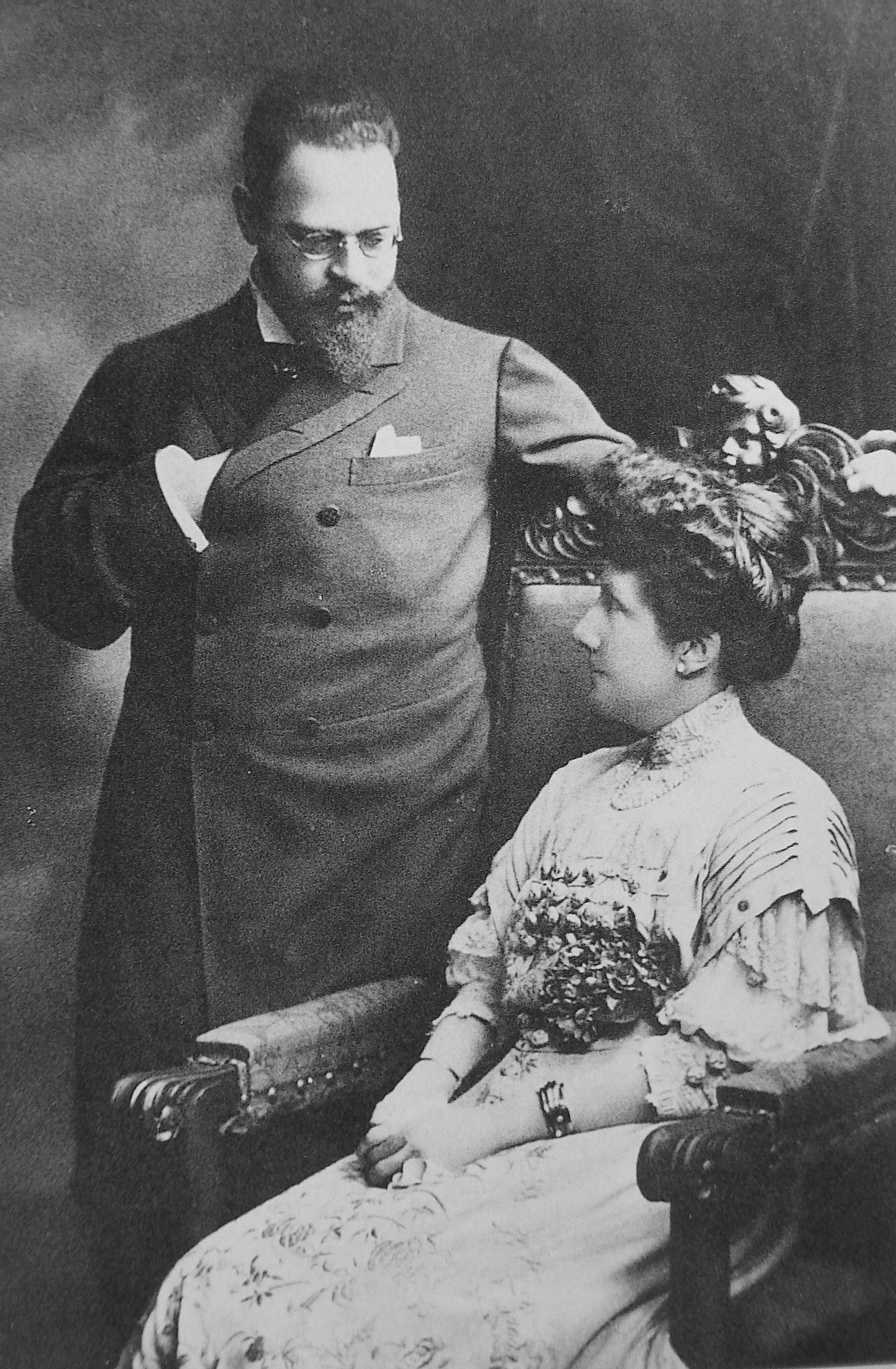
Принц Людвиг и Мария де ла Пас

В Мюнхене Мария много времени уделяла благотворительной деятельности. Под её руководством был расширен приют для детей-сирот. В 1913 году на территории своего замка она основала школу, в которой стали учиться 38 студентов из Испании. Школа перестала существовать после революции в 1918 году, свергшей монархию в Баварии. Инфанта руководила художественными выставками, которые ежегодно проводились в Мюнхене в Стеклянном дворце, пока тот не сгорел в 1931 году. Её дом испанские музыканты, писатели и художники, такие как Сарасате и Бретон, Рихард Штраус, Ленбах, Хейзе.
На протяжении всей жизни в Баварии Мария поддерживал тёплые отношения с испанской роднёй. Особенно со своим братом, который умер в 1886 году, а также с его супругой Марией Кристиной Австрийской, которая была регентом при малолетнем короле Альфонсо XIII. Позже Альфонсо также проявлял большую привязанность к тёте Марии. В 1905 году он посетил своих немецких родственников во время европейского турне. Король искал себе невесту. В следующем году Мария и её семья отправились в Испанию на свадьбу короля Альфонсо XIII и принцессы Виктории Евгении Баттенберг, внучки королевы Виктории. В качестве подарка Мария подарила невесте золотую корону, ранее принадлежавшую её матери королеве Изабелле.
В 1914 году инфанта совершила путешествие по испанским городам Саламанка, Леон, Овьедо, Ковадонга в сопровождении маркиза де ла Вега Анзо, сестры Изабеллы и дочери Пилар. С началом Первой мировой войны инфанта оставалась в Нимфенбурге. Её сын Адальберт был начальником артиллерии и отправился на фронт.

### Последние годы
После войны и революции, в ходе которых Виттельсбахи потеряли власть и лишились своих титулов, инфанте и её семье было позволено остаться жить в замке Нимфенбург. Доходы семье резко сократились, но, будучи членом испанской королевской семьи, она получала некоторые средства из Испании. Марии принадлежал дом в Куэнке, который она унаследовала от бабушки — королевы Марии Кристины. Также в её собственности был герцогский дом в Таранконе.
После свержения её племянника короля Альфонсо XIII в 1931 году, инфанта больше не получала доходы из Испании. Её жизнь стала более ограниченной после прихода к власти в Германии Гитлера. В отличие от других членов баварского королевского дома, семья Марии не была резко настроена против режима нацистов. Её сын Адальберт и двое внуков — принцы Константин и Александр — служили во время Второй мировой войны на стороне Гитлера.
В 1945 году американские войска вошли в Мюнхен. Вторглись они и в дом инфанты, где забрали некоторые драгоценности, принадлежавшие её матери-королеве. В 1946 году Мария упала с лестницы и через несколько часов скончалась. Она была похоронена в склепе церкви Святого Михаила в Мюнхене. Муж пережил её на три года.

## Автор
За свою жизнь инфанта написала несколько книг:
- Cuatro revoluciones e intermedios: Setenta años de mi vida. Memorias de la Infanta Paz. (Мадрид, 1935)
- De mi vida. Impresiones. (Мадрид, 1909), (Саламанка, 1911)
- Buscando las huellas de Don Quijote (Фрайбург, 1905)
- Poesías (Фрайбург, 1904)
- Roma Eterna (Мюнхен, 1922).

Также Мария перевела на испанский язык книги своего сына принца Адальберта. Её сын, на основе писем матери в Испанию, опубликовал при её жизни книгу под названием Через четыре революции: 1862—1933.